# Erechthias
Erechthias is een geslacht van vlinders van de familie van echte motten (Tineidae), uit de onderfamilie Erechthiinae.

## Soorten
- E. acontotypa Turner, 1926
- E. acrodina (Meyrick, 1912)
- E. acroleuca Turner, 1923
- E. amphibaphes (Meyrick, 1939)
- E. ancistrosema Turner, 1939
- E. ancostyla (Meyrick, 1927)
- E. antimicras (Meyrick, 1907)
- E. articulosa Meyrick, 1921
- E. aspera (Clarke, 1986)
- E. atririvis (Meyrick, 1931)
- E. beeblebroxi Robinson & Nielsen, 1993
- E. calypta (Meyrick, 1911)
- E. capnitis (Turner, 1918)
- E. capnographa (Meyrick, 1931)
- E. capnosticta (Bradley, 1962)
- E. carpophthora (Meyrick, 1932)
- E. celestra (Clarke, 1986)
- E. celetica Turner, 1923
- E. centroscia (Turner, 1933)
- E. cirrhogramma (Clarke, 1971)
- E. citrinopa (Lower, 1905)
- E. clistopa (Meyrick, 1929)
- E. coleosema (Meyrick, 1934)
- E. conchylias (Meyrick, 1916)
- E. coniochra (Meyrick, 1915)
- E. contributa (Meyrick, 1932)
- E. coprosoma (Clarke, 1971)
- E. cretosa (Meyrick, 1915)
- E. crypsimima (Meyrick, 1920)
- E. cyanosticta (Lower, 1916)
- E. charadrota Meyrick, 1880
- E. chasmatias Meyrick, 1880
- E. chionodira Meyrick, 1880
- E. decoranda (Meyrick, 1925)
- E. deloneura (Turner, 1923)
- E. diacrita (Turner, 1923)
- E. diaphora (Meyrick, 1893)
- E. diplorhiza (Meyrick, 1931)
- E. discreta (Meyrick, 1910)
- E. disjuncta (Meyrick, 1922)
- E. dissepta (Meyrick, 1931)
- E. dissimulans (Meyrick, 1915)
- E. dracaenura (Meyrick, 1934)
- E. elaeorrhoa Meyrick, 1880
- E. emphera (Bradley, 1961)
- E. epispora (Lower, 1905)
- E. epomadia (Turner, 1923)
- E. erebocosma (Meyrick, 1893)
- E. eriophysa (Meyrick, 1927)
- E. eurylyta (Meyrick, 1911)
- E. eurynipha (Turner, 1923)
- E. eustropha (Bradley, 1962)
- E. euthydroma Meyrick, 1921
- E. exospila Meyrick, 1901
- E. externella (Walker, 1864)
- E. fibrivora (Meyrick, 1933)
- E. flavistriata (Walsingham, 1907)
- E. fulguritella (Walker, 1863)
- E. gephyrias (Meyrick, 1907)
- E. glossophora (Meyrick, 1926)
- E. glyphidaula (Meyrick, 1933)
- E. graphicopa (Meyrick, 1921)
- E. heliotoxa (Meyrick, 1935)
- E. hemiclistra Meyrick, 1911
- E. heterogramma (Meyrick, 1921)
- E. heterostoma (Meyrick, 1930)
- E. hoguei Davis, 1994
- E. hyperacma (Meyrick, 1915)
- E. inclinata (Meyrick, 1921)
- E. incongrua (Clarke, 1986)
- E. inculta (Meyrick, 1927)
- E. indicans Meyrick, 1923
- E. indicatrix (Meyrick, 1924)
- E. intertexta (Bradley, 1957)
- E. ioloxa (Meyrick, 1936)
- E. iseres (Turner, 1917)
- E. iuloptera (Meyrick, 1880)
- E. kerri (Swezey, 1926)
- E. lampadacma Meyrick, 1921
- E. leucocyma (Bradley, 1956)
- E. leucophaeta (Bradley, 1957)
- E. leucopogon (Meyrick, 1924)
- E. limenodes (Meyrick, 1915)
- E. lychnopa Meyrick, 1927
- E. macrozyga Meyrick, 1916
- E. maculicornis (Walsingham, 1897)
- E. malthaca (Meyrick, 1928)
- E. melanospila (Clarke, 1971)
- E. melanostropha (Meyrick, 1931)
- E. methodica (Meyrick, 1911)
- E. minuscula (Walsingham, 1897)
- E. molynta (Meyrick, 1911)
- E. monastra Meyrick, 1891
- E. monstruosa (Meyrick, 1930)
- E. mystacinella (Walker, 1864)
- E. nigromaculella Guillermet, 2009
- E. niphadopla Meyrick, 1880
- E. niphocrysa (Diakonoff, 1968)
- E. niphoplaca (Turner, 1923)
- E. ochrocrena (Meyrick, 1921)
- E. oeolella (Walsingham, 1897)
- E. ophiocypha (Meyrick, 1934)
- E. orchestris (Turner, 1932)
- E. oxymacha (Meyrick, 1893)
- E. oxytona (Meyrick, 1893)
- E. pachygramma (Meyrick, 1921)
- E. pagophila (Clarke, 1971)
- E. pandani (Clarke, 1971)
- E. pelotricha (Meyrick, 1926)
- E. penicillata (Swezey, 1909)
- E. pentatypa (Meyrick, 1920)
- E. percnomicta (Meyrick, 1934)
- E. perfumata (Meyrick, 1927)
- E. phaeoptera (Clarke, 1971)
- E. phileris (Meyrick, 1893)
- E. photophanes (Meyrick, 1917)
- E. physocapna (meyrick, 1929)
- E. platydelta (Meyrick, 1907)
- E. platyrrhyncha (Meyrick, 1928)
- E. polionota Turner, 1923
- E. polyplaga (Legrand, 1966)
- E. polyplecta Turner, 1923
- E. polyspila Lower, 1897
- E. praedatrix (Meyrick, 1935)
- E. psammaula (Meyrick, 1921)
- E. retorta (Meyrick, 1927)
- E. richardella Viette, 1957
- E. rufimacula (Meyrick, 1934)
- E. scaligera (Meyrick, 1911)
- E. scorpiura (Meyrick, 1931)
- E. scythromorpha (Turner, 1926)
- E. semifusca (Bradley, 1961)
- E. simulans (Butler, 1882)
- E. sinapifera (Turner, 1926)
- E. sisyranthes (Meyrick, 1930)
- E. spartinodes (Meyrick, 1916)
- E. sphenacma (Meyrick, 1926)
- E. sphenoschista (Meyrick, 1931)
- E. sphenotona (Meyrick, 1927)
- E. spodomicta (Meyrick, 1915)
- E. stilbella (Doubleday, 1843)
- E. strangulata (Meyrick, 1929)
- E. streptogramma (Lower, 1905)
- E. strigata Bradley, 1956
- E. subridens (Meyrick, 1923)
- E. symmacha (Meyrick, 1893)
- E. symphyas (Meyrick, 1927)
- E. synclera (Bradley, 1962)
- E. terminella (Walker, 1863)
- E. thrasymacha (Meyrick, 1918)
- E. thraumatias (Meyrick, 1916)
- E. transfumata (Meyrick, 1915)
- E. transfusa (Meyrick, 1921)
- E. travestita (Gozmány, 1968)
- E. trichalca (Meyrick, 1936)
- E. trichodora (Meyrick, 1911)
- E. trigonosema (Turner, 1923)
- E. tritogramma (Clarke, 1986)
- E. undosa (Walsingham, 1908)
- E. zebrina (Butler, 1881)